# 월하성항
월하성항은 충청남도 서천군 서면 월호리에 있는 어항이다. 1990년 12월 31일 지방어항으로 지정되었다. 시설관리자는 서천시장이다.

## 어항구역
월하성항의 어항구역은 다음과 같다.
- 수역: 남방파제 남측 47m 기점(X=338,667  Y=151,974)으로부터 정북에서 서쪽으로 60° 방향으로 405m, 이 점에서 동북 직각방향으로 500m, 이 점에서 동남 직각방향으로 육지와 연결한 선내의 공유수면